# 分子進化のほぼ中立説
分子進化のほぼ中立説（ぶんししんかのほぼちゅうりつせつ）、または、弱有害突然変異体仮説（じゃくゆうがいとつぜんへんいたいかせつ）とは、分子進化の中立説から発展し、分子レベルでの弱有害突然変異(あるいは、弱有利突然変異)が生物進化に及ぼす効果を理論的に説明する仮説である。
ほぼ中立説は1973年に太田朋子によって提唱され

(この時点では弱有害突然変異の効果のみ含む)、1990年代初頭にほぼ中立である弱有利突然変異と弱有害突然変異の効果を含む説に拡張された。
ほぼ中立説が木村資生の中立説と異なる点は次のとおりである。
中立説では自然淘汰の影響を受けない完全な中立突然変異に主題を置き、進化速度は集団サイズとは相関がなく、中立突然変異率に等しくなると論じた。
一方、ほぼ中立説では集団サイズと分子進化速度の相関を予想している。簡単に説明すれば、遺伝的浮動は弱有害突然変異を集団中に固定する力であるが、大きい集団では遺伝的浮動の効果は弱い。ゆえに、大きい集団では小さい集団よりもゆっくり進化が進むということである。

## ほぼ中立説の誕生
1970年代、進化生物学者はタンパク質の進化速度(いわゆる、分子時計)が世代時間とは関係なく、絶対時間に関して一定であることを明らかにし、また、ノンコーティングDNAを種間で比較して求めた進化速度では、世代時間と反比例になる